# Wasserturm (Brive-la-Gaillarde)

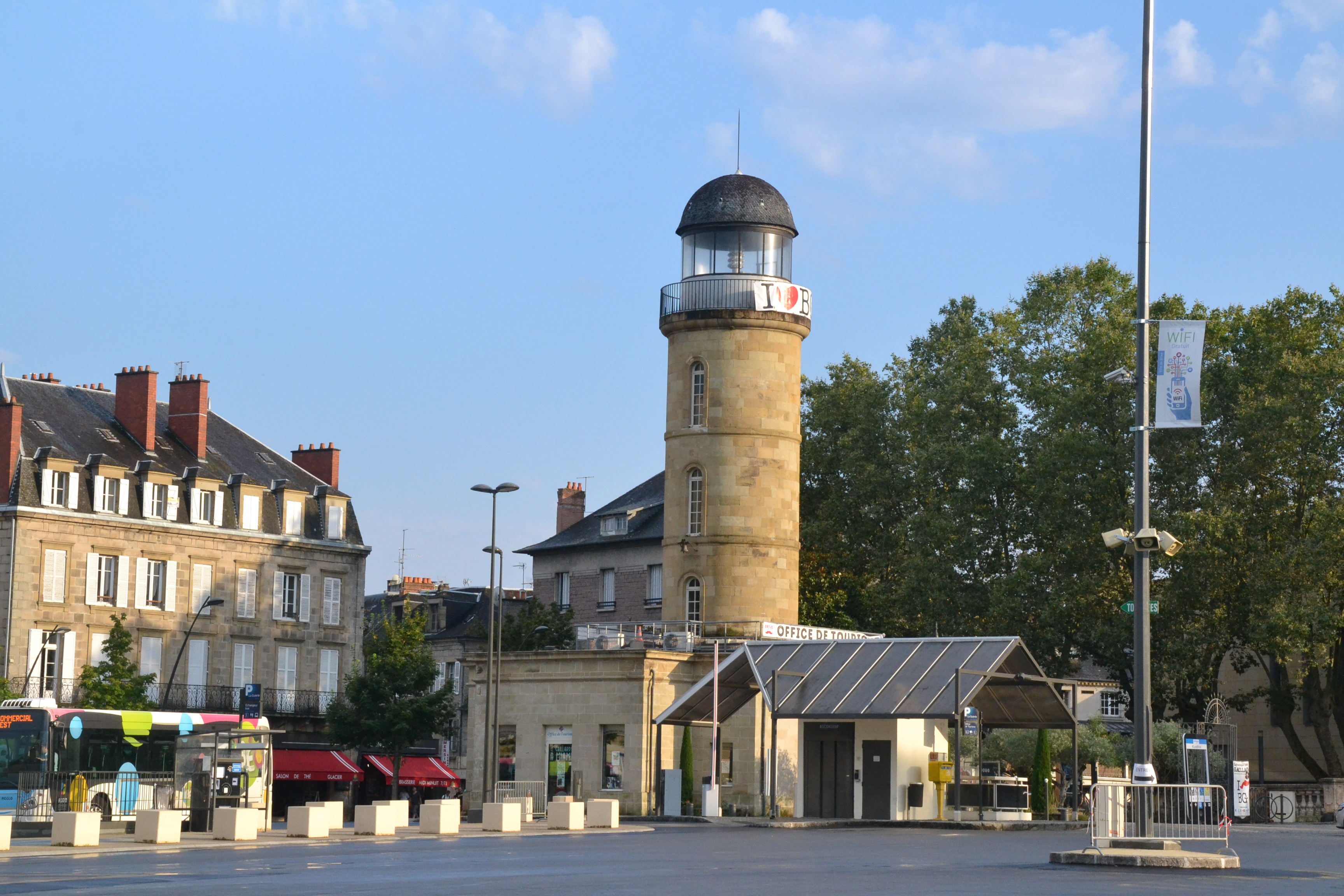
Ehemaliger Wasserturm in Brive-la-Gaillarde

Der Wasserturm in Brive-la-Gaillarde, einer französischen Stadt im Département Corrèze in der Region Nouvelle-Aquitaine, wurde 1834 errichtet. Der Wasserturm an der Place du 14 Juillet steht seit 1984 als Monument historique auf der Liste der Baudenkmäler in Frankreich.
Der Wasserturm war Teil der modernen Wasserversorgung der Stadt, die im Vergleich zu anderen Gemeinden sehr früh errichtet wurde. Der 22,50 Meter hohe Turm, der einem Leuchtturm ähnlich sieht, wird von einem rechteckigen Eingangsgebäude umgeben. Das gesamte Gebäude besteht aus Sandsteinmauerwerk, die Turmgeschosse werden durch Wülste hervorgehoben. Über 98 Treppenstufen erreicht man die Spitze des Wasserturms, die heute als Aussichtsplattform dient.
Das Gebäude wird seit einigen Jahren als Tourismusbüro genutzt.